# منبر الإسلام
منبر الإسلام هي مجلة دينية مصرية تصدر شهريا أول كل شهر هجري، ويصدرها المجلس الأعلى للشئون الإسلامية بمصر، وهي المجلة الرسمية الناطقة بلسان وزارة الأوقاف المصرية.

## التأسيس
تأسست مجلة منبر الإسلام وصدر العدد الأول منها في مطلع العام الهجري 1362 الموافقة للعام الميلادي ، وصدر العدد الإلكتروني الأول من المجلة في شهر رمضان عام 1441هـ الموافق لعام 2020م.

## الهيكل الإداري والفني وطاقم التحرير
يُصبح وزير الأوقاف المصري فور توليه للمنصب رئيسًا للمجلس الأعلى للشئون الإسلامية ورئيسا لمجلس إدارة مجلة منبر الإسلام، وتتولى الإخراج الفني للمجلة إدارة الجمع وفصل الألوان بمؤسسة دار التحرير للطبع والنشر.

## رؤساء التحرير
تولى رئاسة تحرير مجلة العديد من المفكرين والأكاديميين والأسماء البارزة في الهيئات والمؤسسات الدينية الإسلامية، ومنهم الدكتور أحمد علي عجينة الأمين العام السابق للمجلس الأعلى للشئون الإسلامية.

### الكُتَّاب
نُشرت على صفحات مجلة منبر الإسلام منذ تأسيسها وحتى الآن مقالات بقلم كبار العلماء ورجال الدين والمفكرين الإسلاميين والشخصيات البارزة في الهيئات والمؤسسات الدينية الإسلامية في مصر والعالم الإسلامي أمثال الشيخ أحمد حسن الباقوري، والشيخ السيد سابق، والشيخ محمد الغزالي، والمفكر الإسلامي علي عبد الرازق، والدكتور أحمد عمر هاشم، والدكتور أحمد الطيب. والدكتور محمد عمارة، والدكتور علي جمعة، ويكتب بشكل دوري على صفحات المجلة في الوقت الحالي رجال دين ومفكرين بارزين على رأسهم:
- نظير عياد: مفتي الديار المصرية
- سلامة داود: رئيس جامعة الأزهر
- رضا عبد الواجد أمين: عميد كلية الإعلام بجامعة الأزهر.
- محمد عبد الرحيم محمد البيومي: الأمين العام للمجلس الأعلى للشئون الإسلامية

## الأبواب الثابتة
- افتتاحية العدد
- أنت تسأل والإفتاء يجيب
- قضية فقهية
- شموس في سماء الأزهر
- بيوت الله

## التوزيع
يصدر من مجلة منبر الإسلام حوالي 30 ألف نسخة شهريا تُباع النُسخة الواحدة للجمهور بسعر 5 جنيهات، واعتبارًا من شهر رمضان للعام الهجري 1435 الموافق لعام 2014، قررت وزارة الأوقاف المصرية تخصيص 20 آلف نسخة من المجلة شهريا ليتم توزيعها مجانا على الدعاة وأئمة المساجد في أنحاء جمهورية مصر العربية لتوفير مصدر وسطي وعصري للمعرفة بعلوم الدين وأمور الفتوى.
- قائمة مجلات مصر